# Vliegticket
Een vliegticket is het vervoerbewijs dat een passagier recht geeft op vervoer per vliegtuig naar de bestemming die men geboekt heeft. Men kan een enkele reis boeken of een retour of via een afwijkende route vliegen. Dit vliegtuigticket wordt door de luchtvaartmaatschappij of reisbureau uitgegeven en wordt gebruikt om een boarding pass op het vliegveld te verkrijgen. Een vliegticket is in tegenstelling tot bijvoorbeeld een treinkaartje op heel dun papier gedrukt en meestal in drievoud aanwezig.
Een speciaal vliegticket is het Round-The-World-Ticket, dat reizigers de mogelijkheid biedt een reis om de wereld te maken. Hierbij is men meestal wel aan een aantal voorwaarden verbonden, zoals dat men maar in één richting mag vliegen, maar bepaalde luchtvaartmaatschappijen in combinatie met elkaar mogen worden gebruikt en dat men een verplicht aantal tussenstops moet of mag maken.

## Informatie op het vliegtuigticket
Op een vliegticket bevindt zich volgende informatie:
- de titel, voor- en achternaam van de passagier
- de datum van uitgifte
- de uitgifteorganisatie
- de vliegreis met vertrek- en aankomstplaats, ook aangegeven als afkorting met de IATA-luchthavencode
- het vluchtnummer, met vliegdatum en tijd
- een status
- de boekingklasse (dat ook de reisklasse bepaalt)
- de prijs van het ticket verdeeld in prijs voor de vlucht en de luchthavenbelasting
- het nummer van het vliegticket
- de geldigheidsduur
- endorsement informatie, dat wil zeggen of het ticket nog gewijzigd kan worden
- de betalingsmethode (zoals contant, creditcard, etcetera)
- het aantal toegestane koffers en het gewicht daarvan

## Boekingsklasse
Er worden in de luchtvaart drie reisklassen aangeboden, met verschillende boekingsklassen:

### Eerste klasse (first class)
- R Supersonic of First Class Suite (Anno 2022 alleen aangeboden op de Airbus A380, voorheen de standaardklasse op de Concorde)
- P First Class Premium
- F First Class
- A First Class Discounted

### Businessclass(zakenklasse)
- J Business Class Premium
- C Business Class
- D Business Class Discounted
- I Business Class Discounted
- Z Business Class Discounted

### Economyclass(toeristenklasse, ook welcoach)
- W Economy/Coach Premium
- S Economy/Coach
- Y Economy/Coach
- B Economy/Coach Discounted
- H Economy/Coach Discounted
- K Economy/Coach Discounted
- L Economy/Coach Discounted
- M Economy/Coach Discounted (Round the World tarief)
- N Economy/Coach Discounted
- Q Economy/Coach Discounted
- T Economy/Coach Discounted
- V Economy/Coach Discounted
- X Economy/Coach Discounted

Dit zijn de standaard IATA klasse indelingscodes; de invulling van de boekingsklasse kan nogal afwijken per maatschappij, waarbij ook speciale codes gereserveerd zijn voor de Frequent Flyer programma's van de verschillende maatschappijen. Bij overboeken zullen de laagst gekwalificeerde passagiers het eerst gebumpt worden.

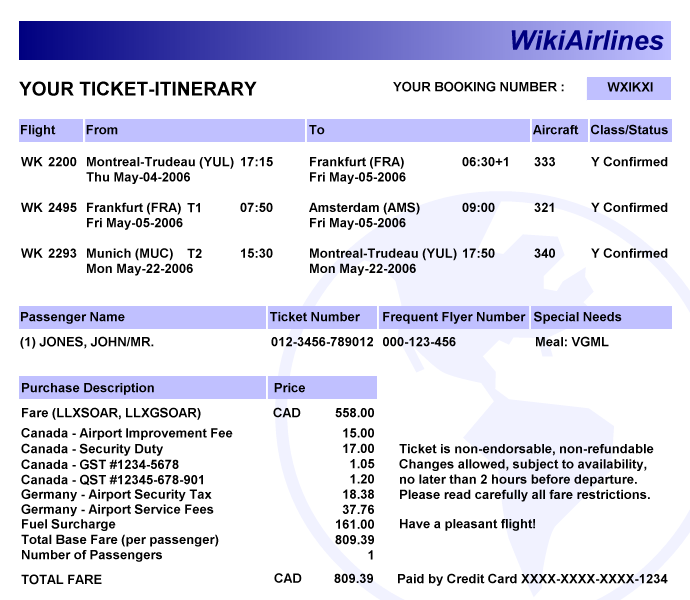
Een voorbeeld van een E-ticket

## E-ticket
De uitgifte van papieren tickets is voor organisaties aangesloten bij de IATA sinds uiterlijk 31 mei 2008 afgelopen. Vanaf die datum worden alleen nog E-tickets uitgegeven. Het E-ticket werd ingevoerd om kosten te besparen en zal op jaarbasis 3 miljard dollar besparen; de kosten voor een papieren ticket zijn ongeveer US$10, terwijl het E-ticket ongeveer US$1 kost. Er zijn voordelen voor de passagier, omdat men geen ticket meer kan verliezen. Ook is de koper niet meer afhankelijk van een plaats en tijd voor het ophalen van het ticket.
Het E-ticket bevat dezelfde informatie als een papieren ticket. Een E-ticket bestaat als een verzameling gegevens in een database van een computer van de luchtvaartmaatschappij. Als bewijs kan de passagier een afdruk maken van het E-Ticket en dat presenteren bij de incheckbalie, maar zelfs dat is bij bepaalde luchtvaartmaatschappijen niet meer nodig. Als men bij de juiste balie incheckt is het noemen van de naam en tonen van het paspoort of ID-kaart voldoende en ziet de baliemedewerker op de passagierslijst dan men een geldig ticket heeft. Het E-ticket is dus verbonden met de identiteit van de passagier, dus wat wel nodig is, is een identiteitsbewijs.
Het E-ticket maakt het ook mogelijk om met machines of online in te checken. Er wordt door een toenemend 
aantal luchtvaartmaatschappijen  ook mobiel inchecken aangeboden.

## Evolutie vliegticket

Evolutie van handgeschreven vliegticket (airline ticket) naar vroege e-ticket
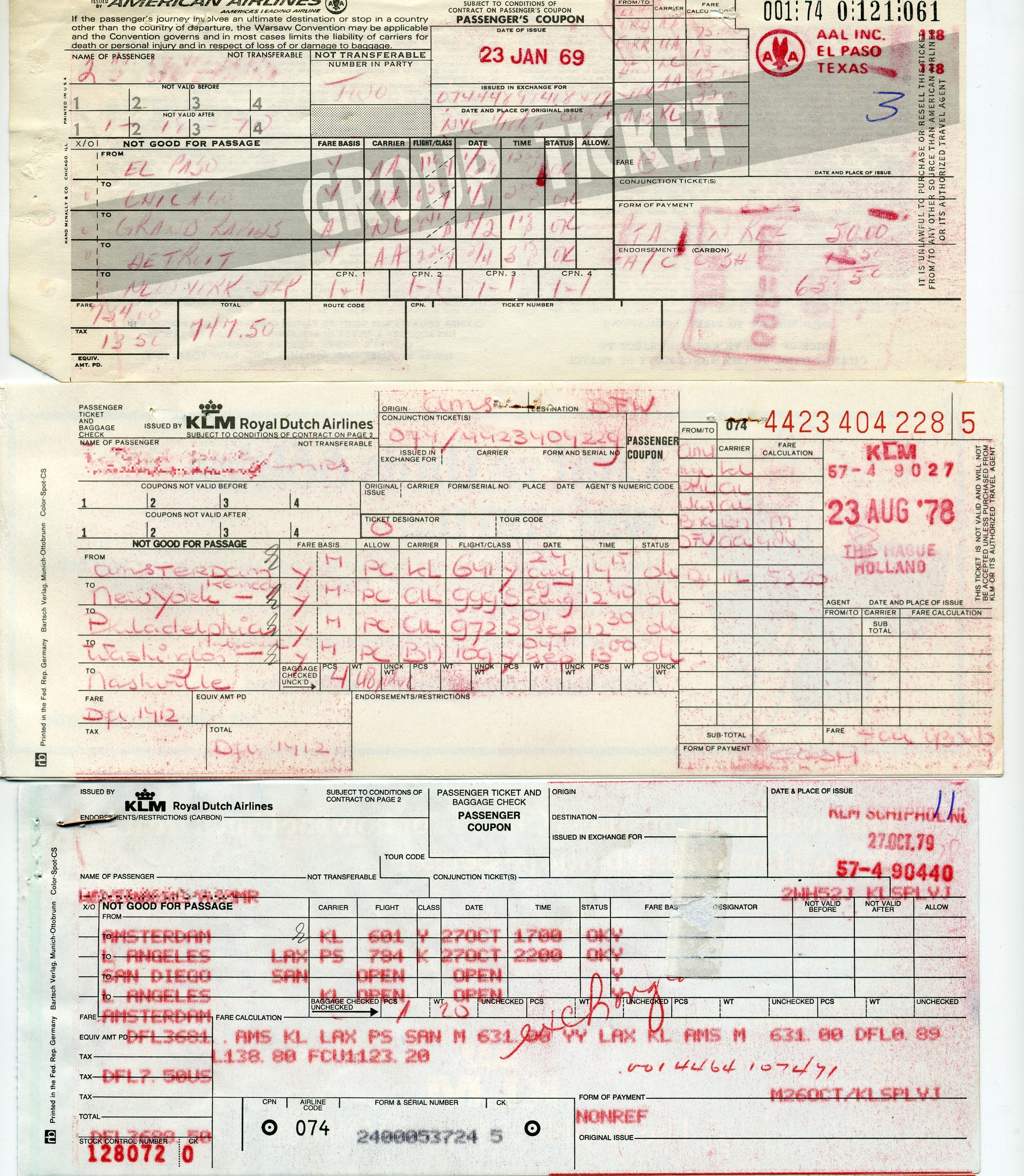
1968, 1978, 1979
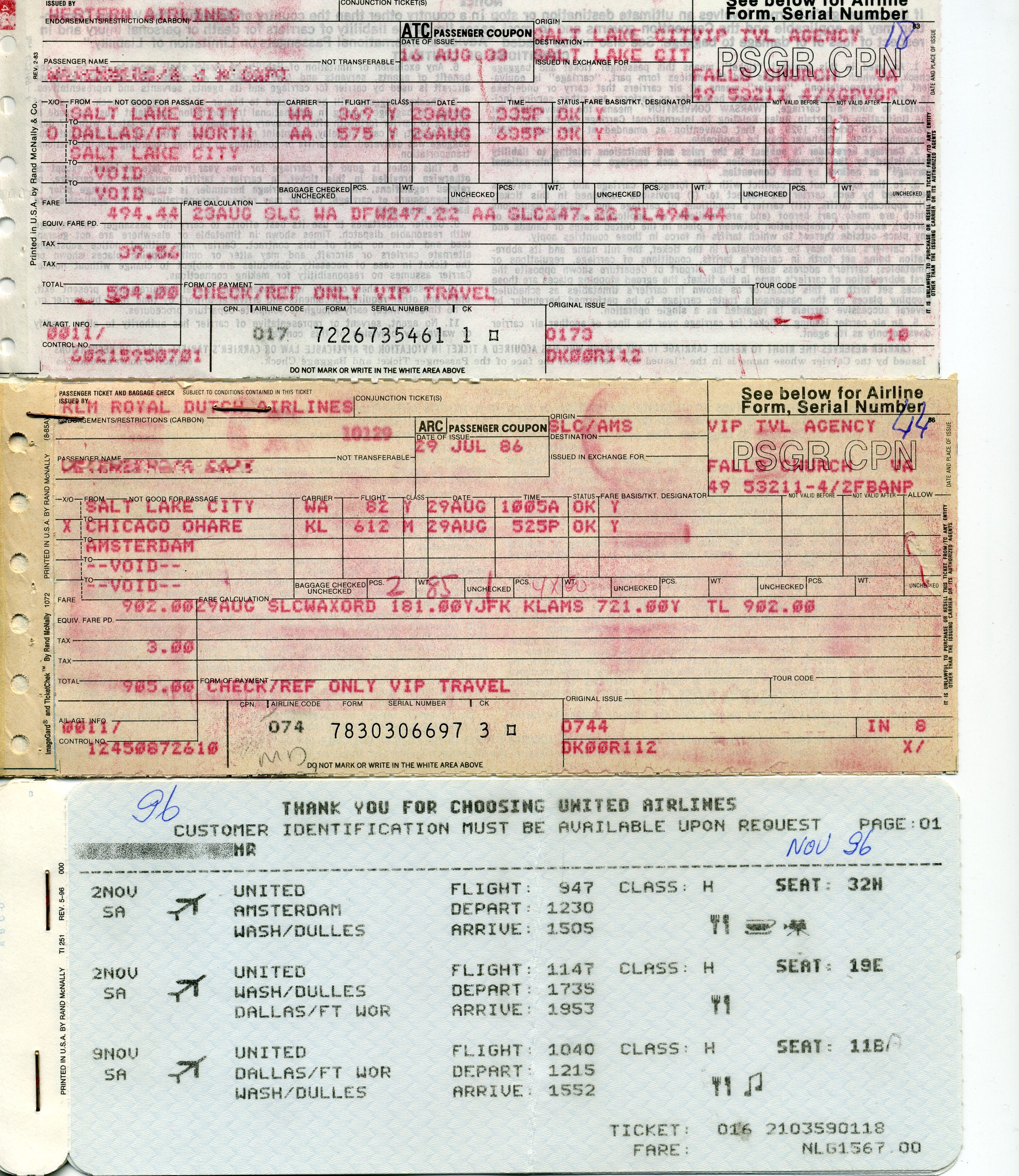
1983, 1986, 1996
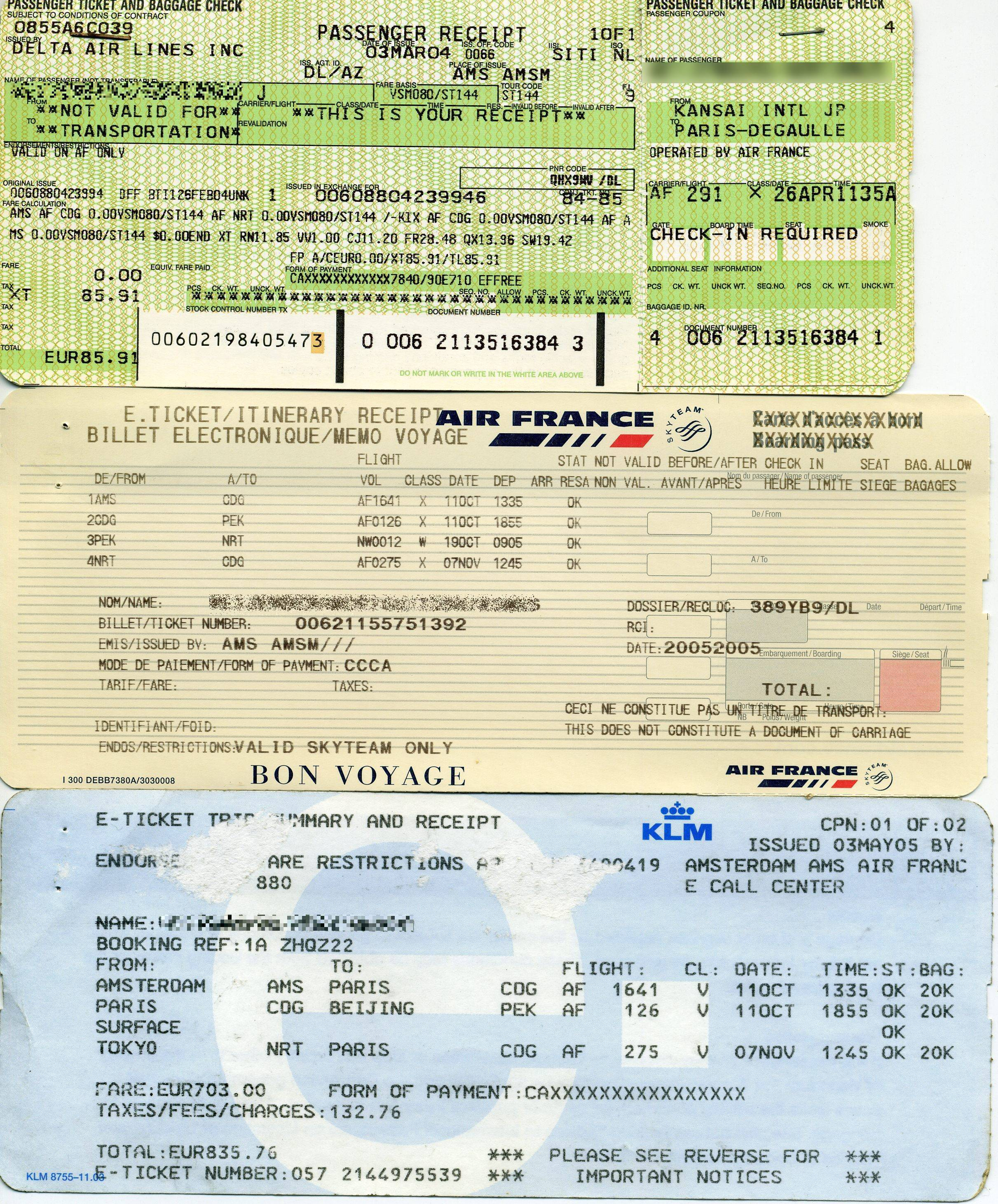
2004, 2005, 2005